# Amblyomma boulengeri
Amblyomma boulengeri är en fästingart som beskrevs av Hirst 1910. Amblyomma boulengeri ingår i släktet Amblyomma och familjen hårda fästingar. Inga underarter finns listade i Catalogue of Life.